# Faro di Punta della Guardia
Il faro di Punta della Guardia è un faro situato sulla Punta della Guardia sull'isola di Ponza parte del territorio del comune di Ponza, nella regione Lazio.
È gestito dalla Marina Militare.

## Storia
L'Isola di Ponza è la più grande delle Isole Pontine. Un primo faro, risalente al 1866, si trovava a 226 metri sul livello del mare. L'attuale faro venne invece attivato nel 1886, ed è autonomo dagli anni 1970.

## Descrizione
La struttura sorge su un grande scoglio gigante collegato al resto dell'isola da un istmo molto stretto, ed è composta da una torre ottagonale in muratura alta 17 metri, con ballatoio e lanterna, che si innalza da una casa del custode a due piani. L'edificio è bianco con due strisce rosse e la cupola della lanterna è grigio metallizzato. Emette, ad un'altezza focale di 112 metri, tre brevi lampi bianchi di 0,3 secondi in un periodo di 30 secondi. La sua portata è di 24 miglia nautiche di circa 44 km per la luce principale e di 10 miglia nautiche di circa 19 km per la luce di riserva. Ha anche una luce di occultazione secondaria che emette un lampo rosso visibile fino a 8 miglia nautiche. Il faro è completamente automatizzato e alimentato dalla rete elettrica.

## Galleria d'immagini

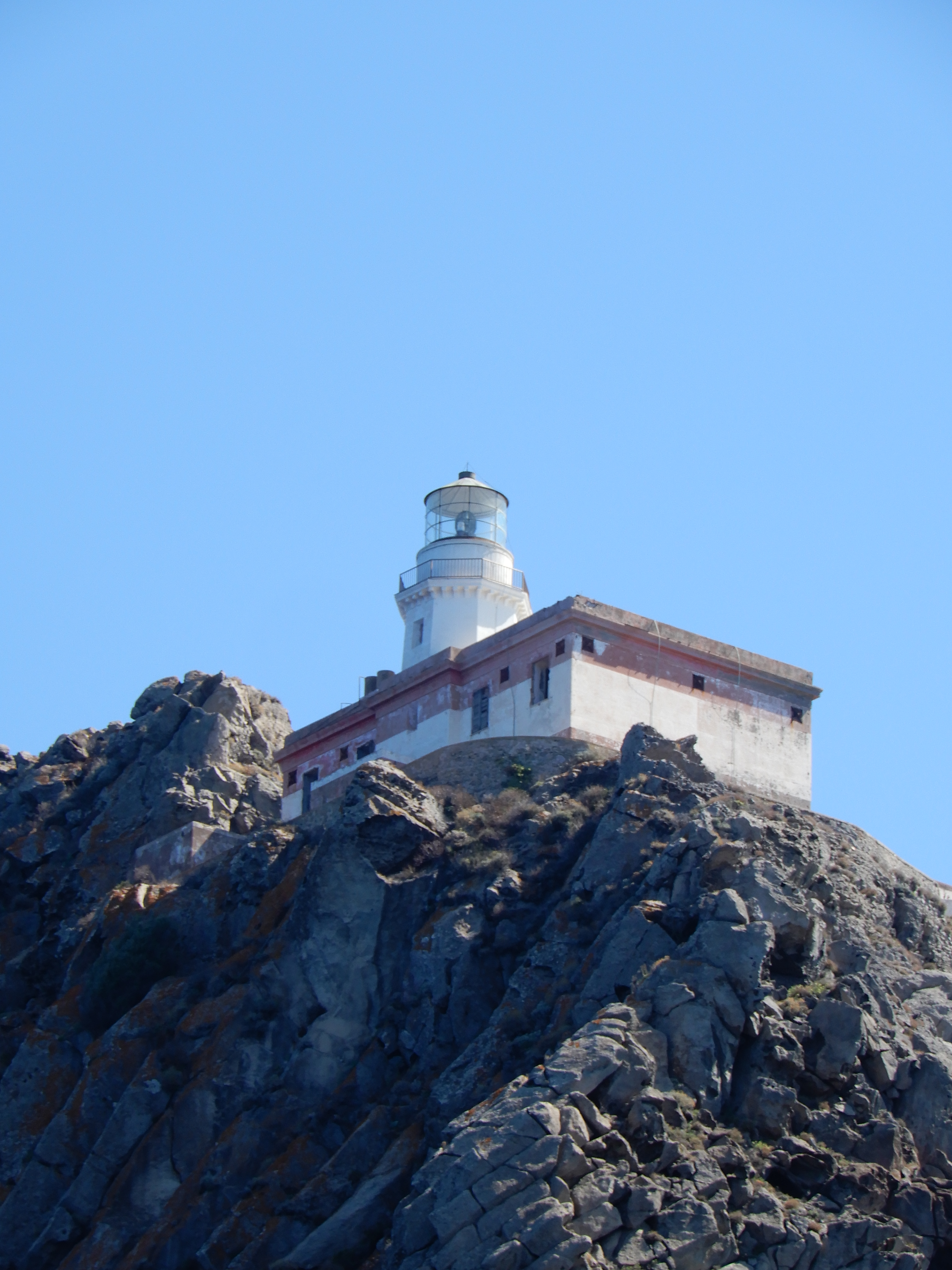
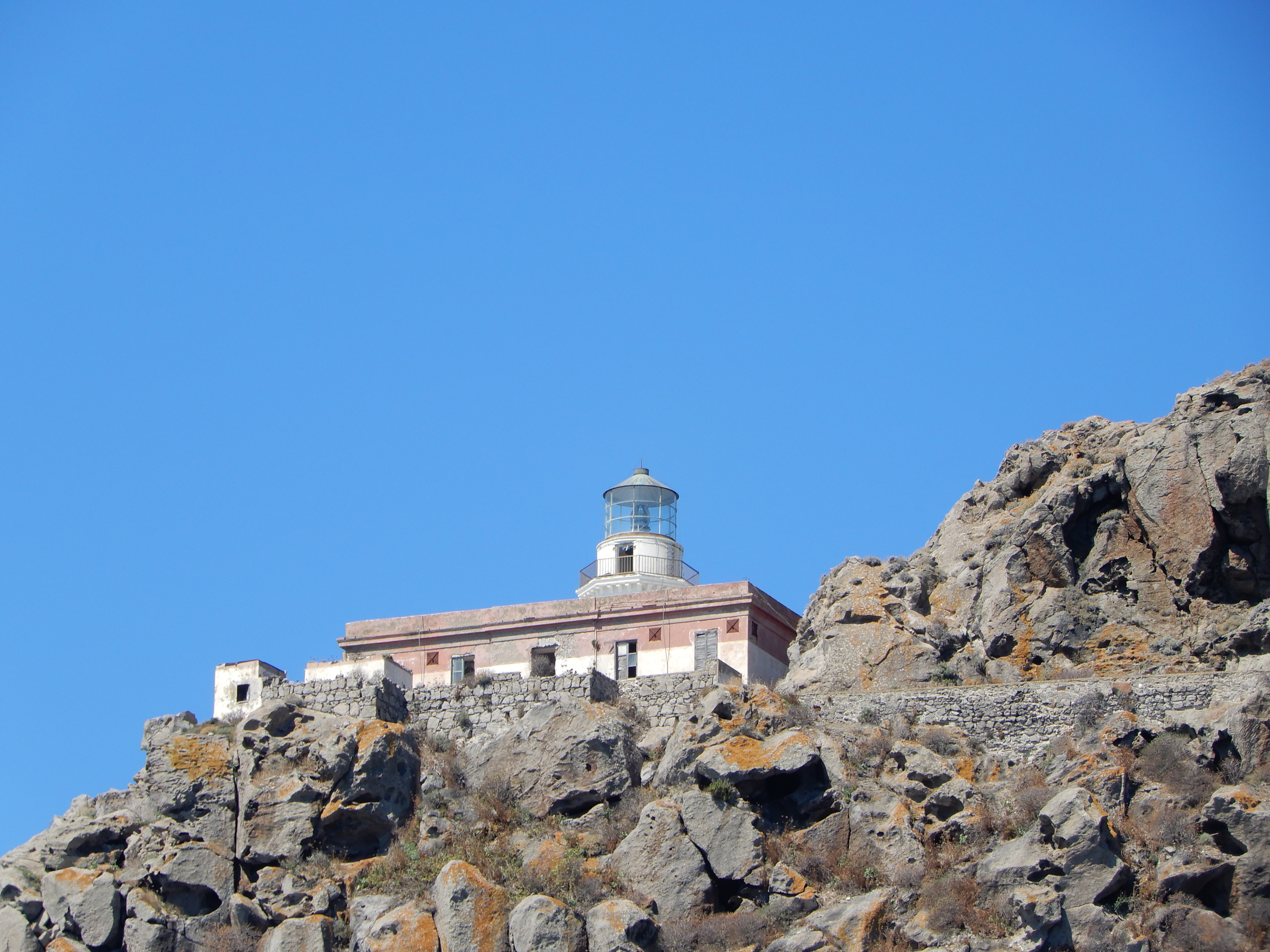
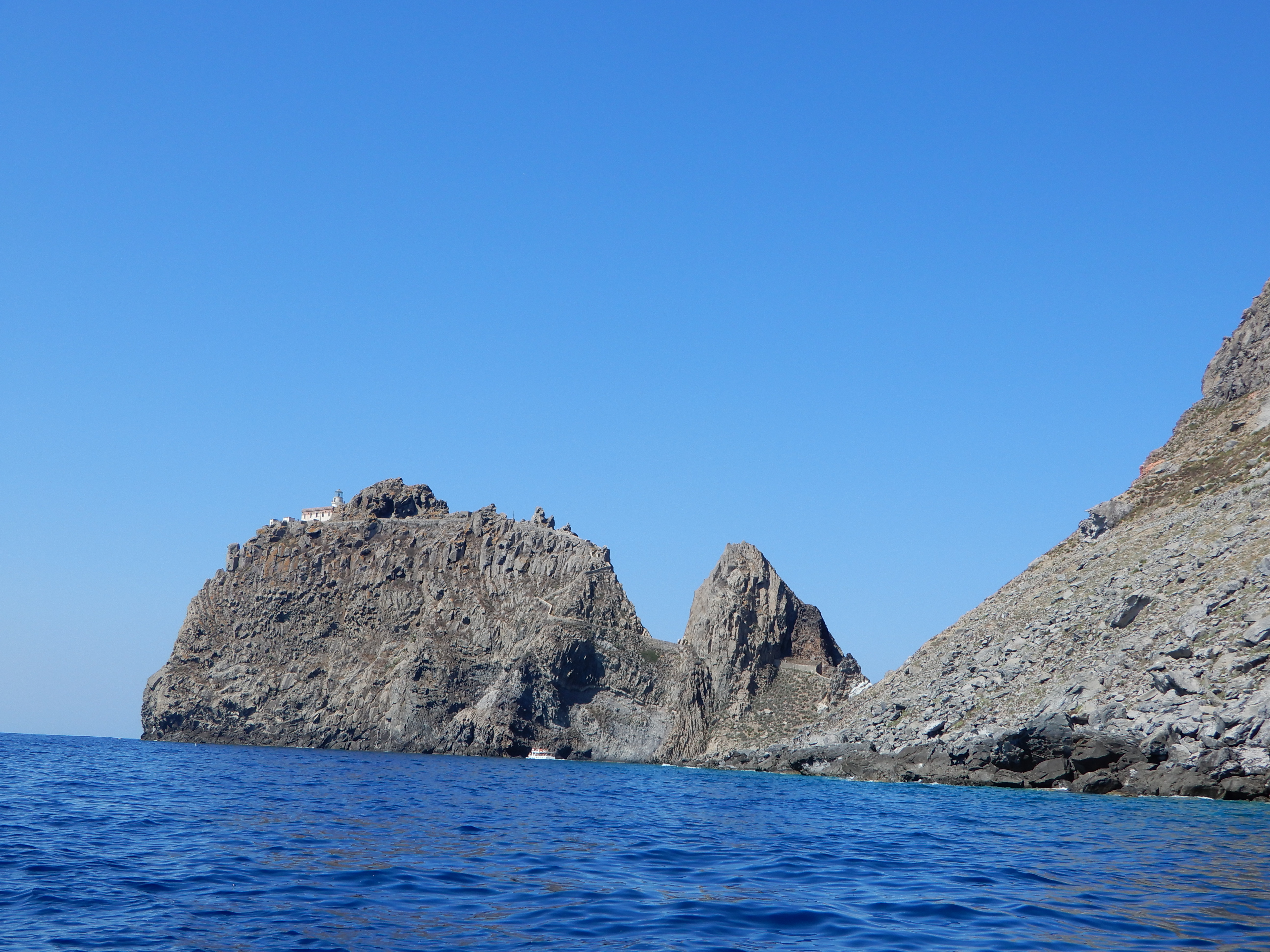